# Міцовецька сільська рада
Міцове́цька сільська́ ра́да — адміністративно-територіальна одиниця та орган місцевого самоврядування в Дунаєвецькому районі Хмельницької області. Адміністративний центр — село Міцівці.

## Загальні відомості
Міцовецька сільська рада утворена в 1926 році.
- Територія ради: 21,892 км²
- Населення ради: 1 501 особа (станом на 2001 рік)

## Населені пункти
Сільській раді підпорядковані населені пункти:
- с. Міцівці

## Склад ради
Рада складається з 16 депутатів та голови.
- Голова ради: Павлюк Михайло Васильович
- Секретар ради: Замойська Надія Іванівна

### Керівний склад попередніх скликань
| Прізвище, ім'я, по батькові | Основні відомості                                                               | Дата обрання | Дата звільнення |
| --------------------------- | ------------------------------------------------------------------------------- | ------------ | --------------- |
| Павлюк Михайло Васильович   | Сільський голова, 1951 року народження, освіта середня спеціальна, безпартійний | 26.03.2006   | 31.10.2010      |
| Павлюк Михайло Васильович   | Сільський голова, 1951 року народження, освіта середня спеціальна, безпартійний | 31.10.2010   |                 |

Примітка: таблиця складена за даними сайту Верховної Ради України

### Депутати
За результатами місцевих виборів 2010 року депутатами ради стали:

#### За суб'єктами висування
| Суб'єкт висування            | Кількість обраних депутатів | %    |
| ---------------------------- | --------------------------- | ---- |
| Самовисування                | 9                           | 56,3 |
| Комуністична партія України  | 3                           | 18,8 |
| Партія «Народна влада»       | 3                           | 18,8 |
| Соціалістична партія України | 1                           | 6,3  |

#### За округами
| № округу                     | Прізвище, ім'я, по батькові     | Дата визнання обраним | Освіта             | Партійна приналежність             | Відомості про обраного депутата                                      |
| ---------------------------- | ------------------------------- | --------------------- | ------------------ | ---------------------------------- | -------------------------------------------------------------------- |
| Комуністична партія України  |                                 |                       |                    |                                    |                                                                      |
| 2                            | Кузьмінська Галина Йосипівна    | 03.11.2010            | середня спеціальна | позапартійна                       | Лікарська амбулаторія загальної практики сімейної медицини, акушерка |
| 9                            | Мазур Лідія Іванівна            | 03.11.2010            | середня спеціальна | позапартійна                       | Лікарська амбулаторія загальної практики сімейної медицини, фельдшер |
| 16                           | Боярська Поліна Болеславівна    | 03.11.2010            | середня спеціальна | позапартійна                       | Дунаєвецький ощадбанк, касир                                         |
| Партія «Народна влада»       |                                 |                       |                    |                                    |                                                                      |
| 3                            | Загородна Інна Леонідівна       | 03.11.2010            | вища               | позапартійна                       | тимчасово не працює                                                  |
| 4                            | Рокіцький Франц Іванович        | 03.11.2010            | середня            | позапартійний                      | тимчасово не працює                                                  |
| 15                           | Капелюх Володимир Григорович    | 03.11.2010            | середня            | позапартійний                      | тимчасово не працює                                                  |
| Соціалістична партія України |                                 |                       |                    |                                    |                                                                      |
| 8                            | Гордань Тетяна Петрівна         | 03.11.2010            | середня спеціальна | член Соціалістичної партії України | Міцовецька сільська рада, бухгалтер                                  |
| Самовисування                |                                 |                       |                    |                                    |                                                                      |
| 1                            | Гордань Володимир Якович        | 03.11.2010            | середня            | позапартійний                      | приватний підприємець                                                |
| 5                            | Карвацький Йосип Францович      | 03.11.2010            | середня            | позапартійний                      | приватний підприємець                                                |
| 6                            | Замойська Надія Іванівна        | 03.11.2010            | середня спеціальна | позапартійна                       | Міцовецька сільська рада, секретар                                   |
| 7                            | Лісовський Олександр Вікторович | 03.11.2010            | середня            | позапартійний                      | Маліївецьке лісництво, помічник лісничого                            |
| 10                           | Загородна Тамара Володимирівна  | 03.11.2010            | вища               | позапартійна                       | Міцовецька загальноосвітня школа І-ІІ ст., заступник директора       |
| 11                           | Ясінський Броніслав Йосипович   | 03.11.2010            | вища               | позапартійний                      | приватний підприємець                                                |
| 12                           | Боднар В'ячеслав Анатолійович   | 03.11.2010            | середня спеціальна | позапартійний                      | приватний підприємець                                                |
| 13                           | Рудий Віктор Вікторович         | 03.11.2010            | вища               | позапартійний                      | Дунаєвецький РВВС, дільничний інспектор                              |
| 14                           | Артковський Олександр Іванович  | 03.11.2010            | середня спеціальна | позапартійний                      | Дунаєвецький РЕМ, тракторист                                         |